# Alhambra

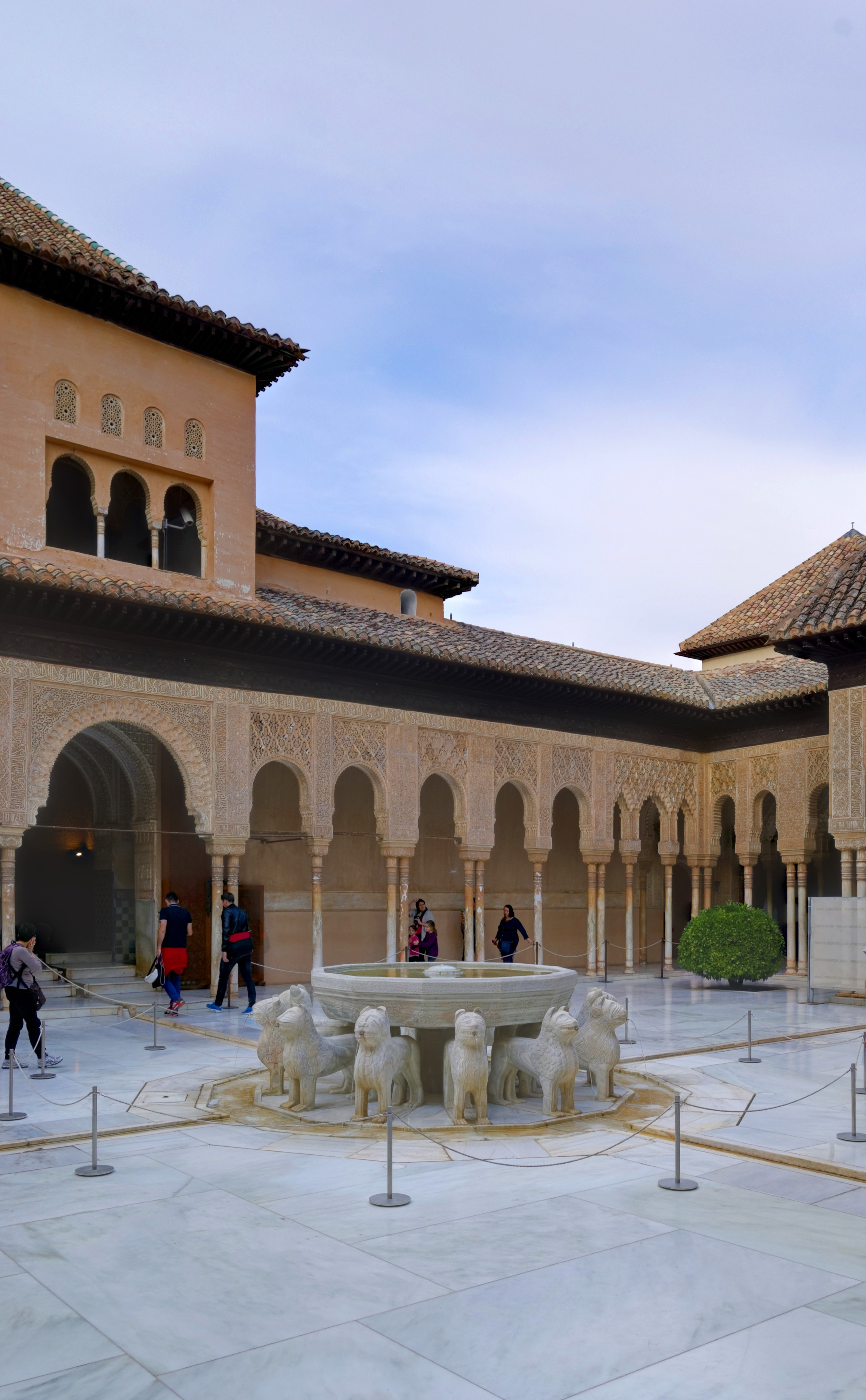
Curtea Leilor

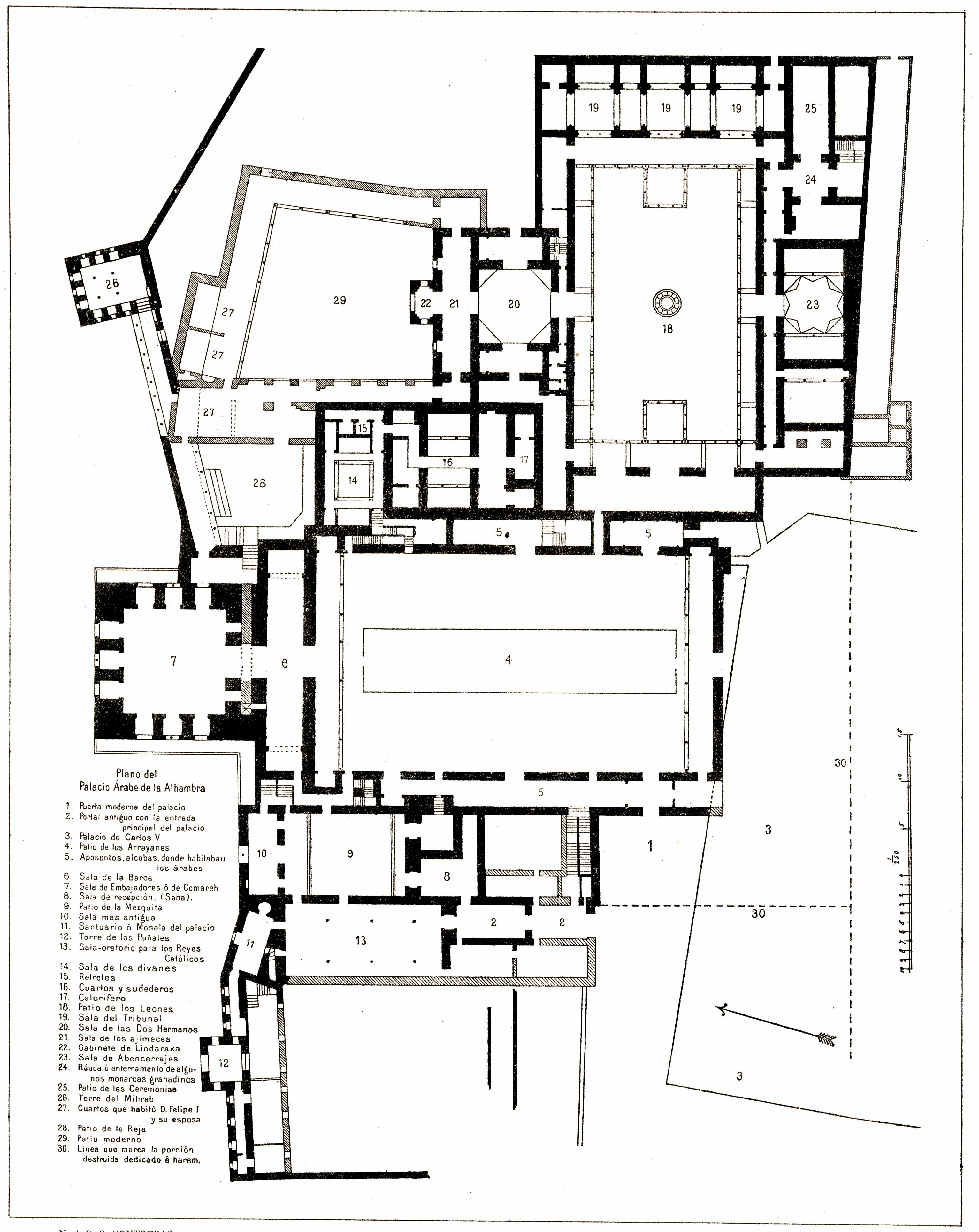
Plan of the Palacio Arabe 1889

Alhambra din Granada este unul dintre cele mai importante monumente de arhitectură islamică. Acesta, împreună cu Marea Moschee din Cordoba sunt cele mai prestigioase dovezi ale prezenței musulmane în Spania din secolul VIII până în secolul XV. Cuvântul Alhambra provine de la Al Hamra (الحمراء), „roșu” în arabă, datorită culorii stâncilor pe care este construit palatul.
Alhambra este un ansamblu de clădiri într-o fortăreață care domină câmpia și orașul Granada, situat în fața unui cartier popular și pitoresc, Albaicin. De acolo se văd vârfurile înzăpezite din Sierra Nevada. Printre aceste clădiri se află un palat maur care glorifică acest complex, precum și palatul baroc al lui Carol al V-lea și o biserică ridicată pe amplasamentul unei foste moschei.

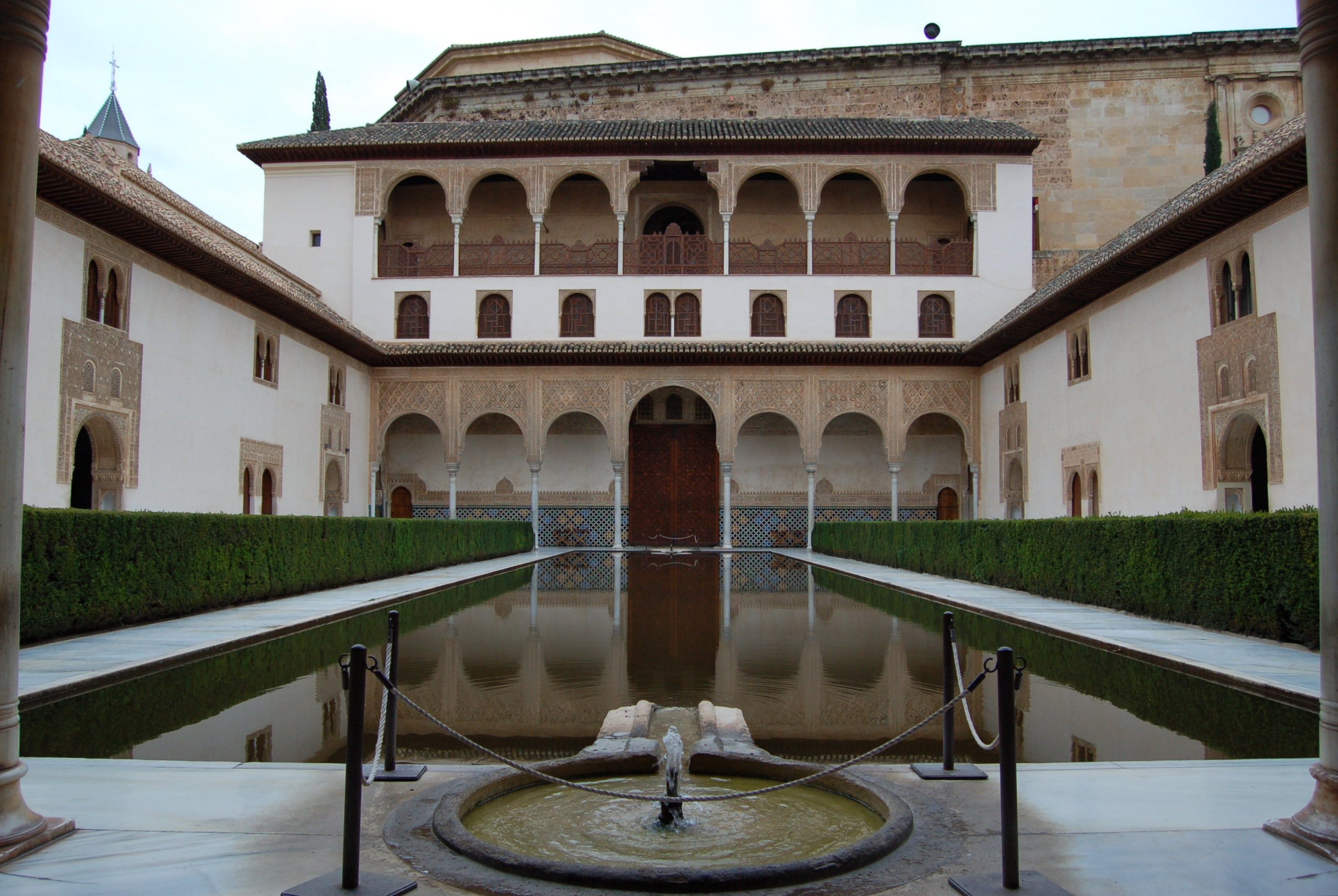
Curtea Mirților

Numele său vine din arabă, unde Qalat al Hamra care înseamnă literalmente „castelul roșu”. Alhambra originează în intrarea în 1238 în Granada a primului suveran nasrid, Muhammed ben Nazar. Fiul său Muhammed al II-lea o va fortifica. Stilul nasrid atinge apogeul în secolul XIV, în timpul regilor Youssouf I și Muhammed al V-lea care ridică cele mai prestigioase părți ale edificiului, între 1333 și 1354. În ciuda dorinței Regilor Catolici de a șterge urmele Islamului din teritoriile recucerite de către creștini după căderea Granadei în 1492, palatul maur era atât de frumos încât nu a putut fi distrus și a rămas în folosință ca palat regal al acestora.
Planul de construcție al palatului este confuz. El se organizează în mai multe săli dreptunghiulare, parțial integrate în incintă, legate între ele prin vestibule și dispuse în jurul celor două bijuterii, curtea mirților (patio de los arrayanes) și curtea leilor (patio de los leones). Se poate vorbi mai degrabă de o artă a decorațiunii decât de una arhitectonică. Exteriorul este sobru, în timp ce decorul interior este fascinant, bazat pe trei componente ale artei arabe clasice: caligrafia, decorarea florală stilizată, și motive geometrice.

## Opere legate de Alhambra
Recuerdos de la Alhambra (Amintiri din Alhambra), souvenirs de l'Alhambra, celebrul tremolo de chitară de Francisco Tarrega